# Сельское поселение Режское
Сельское поселение Режское — упразднённое сельское поселение в составе Сямженского района Вологодской области.
Центр — деревня Копылово.
Образовано 1 января 2006 года в соответствии с Федеральным законом № 131 «Об общих принципах организации местного самоуправления в Российской Федерации».
В состав сельского поселения вошёл Режский сельсовет.
Законом Вологодской области от 14 декабря 2015 года № 3824-ОЗ, были преобразованы, путём их объединения, сельские поселения Житьёвское, Коробицынское, Ногинское, Режское и Устьрецкое — в сельское поселение Ногинское с административным центром в деревне Ногинская.

## География
Расположено на востоке района. Граничит:
- на севере с сельским поселением Двиницкое,
- на западе с сельскими поселениями Раменское и Ногинское,
- на юге с сельским поселением Коробицынское,
- на востоке с Вожбальским сельским поселением Тотемского района.

По территории протекают реки Режа, Березовка, Шейга.

## Населённые пункты
В 1999 году был утверждён список населённых пунктов Вологодской области. До 1 марта 2010 года состав сельского поселения не изменялся.
В состав сельского поселения входило 12 деревень.
| Населённый пункт     | ОКАТО          | Рег. номер | Расстояние до районного центра, км | Расстояние до центра поселения, км | Координаты                      |
| -------------------- | -------------- | ---------- | ---------------------------------- | ---------------------------------- | ------------------------------- |
| деревня Бурниха      | 19 240 824 002 | 5785       | 48                                 | 5,1                                | 60°06′57″ с. ш. 41°40′27″ в. д. |
| деревня Вороново     | 19 240 824 003 | 5786       | 33,7                               | 9,3                                | 60°06′06″ с. ш. 41°31′05″ в. д. |
| деревня Гридино      | 19 240 824 004 | 5787       | 40,7                               | 2,3                                | 60°09′09″ с. ш. 41°34′44″ в. д. |
| деревня Колтыриха    | 19 240 824 005 | 5788       | 48,2                               | 5,2                                | 60°07′16″ с. ш. 41°40′24″ в. д. |
| деревня Копылово     | 19 240 824 001 | 5784       | 43                                 | 0                                  | 60°08′47″ с. ш. 41°37′17″ в. д. |
| деревня Коробицыно   | 19 240 824 006 | 5789       | 42,6                               | 0,4                                | 60°09′04″ с. ш. 41°36′40″ в. д. |
| деревня Лукинская    | 19 240 824 007 | 5790       | 47,2                               | 4,2                                | 60°07′21″ с. ш. 41°39′57″ в. д. |
| деревня Марково      | 19 240 824 008 | 5791       | 45,2                               | 2,2                                | 60°08′06″ с. ш. 41°38′38″ в. д. |
| деревня Монастырская | 19 240 824 009 | 5792       | 46,4                               | 3,4                                | 60°07′28″ с. ш. 41°38′49″ в. д. |
| деревня Погорелец    | 19 240 824 010 | 5793       | 34,9                               | 8,1                                | 60°06′29″ с. ш. 41°31′55″ в. д. |
| деревня Рассохино    | 19 240 824 011 | 5794       | 40,3                               | 2,7                                | 60°08′37″ с. ш. 41°35′07″ в. д. |
| деревня Слободка     | 19 240 824 012 | 5795       | 34,4                               | 8,6                                | 60°06′34″ с. ш. 41°31′23″ в. д. |